# Great Clifton
Great Clifton är en by och en civil parish  i Cumbria i England. Orten har 1 101 invånare (2001).